# 长征六号甲运载火箭
长征六号甲运载火箭（缩写：CZ-6A或LM-6A），又称长征六号改运载火箭，是中华人民共和国现役的一款中型运载工具。该火箭属于长征六号系列中的长征六号改系列，其太阳同步轨道运力不小于4.5吨。

## 概要
长征六号甲运载火箭由上海航天技术研究院（SAST）负责抓总研发，是中国第一款固液捆绑火箭，原计划2020年首飞，后因一些因素推迟至2022年完成首飞。该型火箭主要包括4个助推器（固体燃料）、芯一级（液体燃料）和芯二级（液体燃料）等部分，采用水平转运、垂直组装、垂直测试模式，具备智能诊断和发射无人值守等特点。
在2024年8月6日的千帆极轨01组卫星发射任务中，长征六号甲的二级YF-115发动机首次实现二次起动，大幅提升了火箭运力。

## 发射记录
| 飞行次序           | 火箭序号 | 起飞时间（UTC+8）       | 发射工位                   | 有效载荷                     | 载荷轨道     | 发射结果 |
| ------------------ | -------- | ----------------------- | -------------------------- | ---------------------------- | ------------ | -------- |
| 1                  | 遥1      | 2022年3月29日 17时50分  | 太原卫星发射中心9A发射工位 | 浦江二号卫星 天鲲二号卫星    | 太阳同步轨道 | 成功     |
| 2                  | 遥2      | 2022年11月12日 6时52分  | 太原卫星发射中心9A发射工位 | 云海三号01星                 | 太阳同步轨道 | 成功     |
| 3                  | 遥5      | 2023年9月10日 12时30分  | 太原卫星发射中心9A发射工位 | 遥感四十号01组卫星 A、B、C星 | 近地轨道     | 成功     |
| 4                  | 遥4      | 2023年11月1日 6时50分   | 太原卫星发射中心9A发射工位 | 天绘五号卫星                 | 太阳同步轨道 | 成功     |
| 5                  | 遥3      | 2024年3月27日 6时51分   | 太原卫星发射中心9A发射工位 | 云海三号02星                 | 太阳同步轨道 | 成功     |
| 6                  | 遥7      | 2024年7月5日 6时49分    | 太原卫星发射中心9A发射工位 | 天绘五号02                   | 太阳同步轨道 | 成功     |
| 7                  | 遥21     | 2024年8月6日 14时42分   | 太原卫星发射中心9A发射工位 | 千帆极轨01组卫星×18          | 极地轨道     | 成功     |
| 8                  | 遥20     | 2024年10月15日 19时06分 | 太原卫星发射中心9A发射工位 | 千帆极轨02组卫星×18          | 极地轨道     | 成功     |
| 9                  | 遥22     | 2024年12月5日 12时41分  | 太原卫星发射中心9A发射工位 | 千帆极轨03组卫星×18          | 极地轨道     | 成功     |
| 10                 | 遥6      | 2025年1月23日 13时15分  | 太原卫星发射中心9A发射工位 | 千帆极轨06组卫星×18          | 极地轨道     | 成功     |
| 11                 | 遥11     | 2025年4月19日 06时51分  | 太原卫星发射中心9A发射工位 | 试验二十七号卫星×6           | 太阳同步轨道 | 成功     |
| 12                 | 遥9      | 2025年5月11日 21时27分  | 太原卫星发射中心9A发射工位 | 遥感四十号02组卫星 A、B、C星 | 近地轨道     | 成功     |
| 13                 | 遥8      | 2025年6月6日 04时45分   | 太原卫星发射中心9A发射工位 | 卫星互联网近极轨04组卫星×5   | 极地轨道     | 成功     |
| 14                 | 遥?      | 2025年7月27日 18时03分  | 太原卫星发射中心9A发射工位 | 卫星互联网近极轨05组卫星×5   | 极地轨道     | 成功     |
| 15                 | 遥10     | 2025年8月17日 22时15分  | 太原卫星发射中心9A发射工位 | 卫星互联网近极轨09组卫星×5   | 极地轨道     | 成功     |
| \| 成功率：100% \| |          |                         |                            |                              |              |          |
| 成功率：100%       |          |                         |                            |                              |              |          |

### 数据统计
- 失利
- 部分失利
- 成功
- 计划

## 末级钝化异常
该款运载火箭上面级的設計被批評有問題，媒體報導曾发生过数次上面级钝化后仍发生解体，製造出太空垃圾的事件。最后一次被报告的该类事件发生在2024年8月，之后经改进后的上面级没有再被观测到在轨解体的现象。